# Джилиан Итън
Джилиан Итън (на английски: Jillian Eaton) е американска писателка на произведения в жанра исторически и паранормален любовен роман.

## Биография и творчество
Джилиан Итън е родена на 4 август 1986 г. в Уошингтън, Мейн, САЩ. Има по-малка сестра. Израства в щата Мейн.
Учи в Университета на Делауер. След дипломирането си преподава 2 години на подготвителни курсове в университета и управлява малка ферма за коне.
Първият ѝ роман „Мрачна красота“ от поредицата „Омъжени жени“ е публикуван през 2012 г.
Джилиан Итън живее със семейството си в стара къща в Пейпърсвил, окръг Бъкс, Пенсилвания.

## Произведения

### Самостоятелни романи
- A Night Without Stars (2015)

### Серия „Омъжени жени“ (Wedded Women)
1. A Brooding Beauty (2012)
Мрачна красота, фен-превод
2. A Ravishing Redhead (2012)
Червенокоса красавица, фен-превод
3. A Lascivious Lady (2012)
Похотливата лейди, – фен-превод
4. A Gentle Grace (2013)

### Серия „Лондонски дами“ (London Ladies)
1. The Runaway Duchess (2013)
2. The Forgotten Fiancee (2014)
3. The Spinster and the Duke (2013)
4. Lady Harper (2015)

### Серия „Бедните квартали“ (Rookery Rakes)
1. The Duke of St. Giles (2014)
2. A Dark Affair / On Dower Street (2014)

### Серия „Летописите на Уолфсон“ (Wolfson Chronicles)
1. Murder of Miss May (2015)

### Серия „Сестрите Суан“ (Swan Sisters)
1. For the Love of Lynette (2015)
2. Annabel's Christmas Rake (2015)
3. Taming Temperance (2016)

### Серия „Покана за грях“ (Invitation to Sin)
1. Isabel's Seduction (2015)

### Новели
- The Risque Resolution (2013)
- The Winter Wish (2013)
- The Christmas Widow (2014)
- Learning to Fall (2015)
- Merry (2015)
- Evie (2016)